# Beleg van 's-Hertogenbosch (1601)
Het Beleg van 's-Hertogenbosch in 1601 was een belegering van de stad in Spaanse handen door het Staatse leger van de Republiek der Zeven Verenigde Nederlanden onder leiding van stadhouder Maurits van Nassau, tijdens de Tachtigjarige Oorlog. 
Vanaf 5 juli was Oostende belegerd door het Spaanse leger onder leiding van aartshertog Albrecht van Oostenrijk. Maurits zag geen mogelijkheid het leger van de aartshertog direct aan te vallen. Daarvoor was het leger te goed verschanst. Hij hoopte dat een aanval op een andere stad in Spaanse handen Albrecht wel zou doen weglokken van Oostende. Rijnberk werd op die manier veroverd in 1601, maar dit deed Albrecht niet verroeren. Willem Lodewijk en Maurits dachten dat een aanval op een belangrijkere stad Albrecht wel het beleg zou doen opbreken. Die belangrijkere stad was Den Bosch. 's-Hertogenbosch was een sterke vestingstad gelegen tussen moerassen en daardoor een moeilijk doelwit.
Maurits trok met zijn leger van 8.000 man naar 's-Hertogenbosch maar het was inmiddels al november en dus erg laat. De winter kwam er aan en Albrecht zou zijn goede positie niet meer opgeven. Het is niet bekend of Maurits dacht enig kans te maken voor 's-Hertogenbosch. Wel werd er veel graafwerk verricht, zoals de aanleg van schansen, batterijen en loopgraven ondanks de regen en kou.
In eerste instantie wilde Den Bosch de stad verdedigen met de eigen schutterij en de twee aanwezige vendels voetknechten en de drie kornetten ruiters. Toch koos het ervoor om op 7 november nog eens versterkt te worden door 260 soldaten en een week later door nog eens 900 man. Dat zoveel soldaten nog de stad in konden komen toont aan dat de omsingeling door Maurits niet waterdicht was.
Toen de strenge vorst intrad werd het beleg op 27 november afgebroken. Maurits vernam via onderschepte brieven dat Albrecht een ontzettingsleger vormde die hij niet wilde afwachten. Daarnaast waren door de vorst heel wat rivieren bevroren en lag Holland open.
Het jaar erop werd een groot Staats veldleger bij elkaar gebracht, maar het kon Spanje niet verleiden tot een veldslag. Het bleef bij het Beleg van Grave dat door Maurits werd veroverd op 19 september. Ook hiervoor werd het beleg van Oostende niet opgebroken. In 1603 deed Maurits nog een vergeefse poging om Den Bosch in te nemen. Oostende viel in 1604 in Spaanse handen. 's-Hertogenbosch zou uiteindelijk in 1629 in Staatse handen vallen na de belegering door Maurits' halfbroer Frederik Hendrik van Oranje.